# Государственное агентство разведки
Государственное агентство разведки  (болг. Държавна агенция „Разузнаване“) — болгарская спецслужба, которая осуществляет разведку в сфере внешней политики и экономики в интересах Болгарии. Осуществляет сбор, обработку, анализ и представление данных высшему государственному руководству Болгарии; выносит оценки, проводит анализы и составляет прогнозы, связанные с национальной безопасностью, интересами и приоритетами страны. Является преемником Первого главного управления КГБ Болгарии
Указом Председателя Государственного совета Петра Младенова 5 февраля 1990 года эта спецслужба была учреждена под названием Национальная служба разведки (болг. Националната разузнавателна служба). С 2015 года она носит название Государственное агентство разведки (болг. Държавна агенция „Разузнаване“).

## История
В историческом плане болгарская внешняя разведка отсчитывает свою историю в 1925 году, когда в соответствии с Законом об администрации и полиции (болг. Закон за администрацията и полицията) в отделе государственной безопасности при Дирекции полиции была образована внешнеполитическая служба. Основной обязанностью этой службы была разведывательная деятельность, что может считаться первым опытом осуществления гражданской разведки в Болгарии.
До 1944 года внешнеполитическая разведка осуществлялась под руководством Дирекции полиции, а в 1944—1990 годах она была в ведении МВД Болгарии. Болгарская разведка претерпела ряд изменений в связи с принятием ряда законов (в 1934, 1937, 1944 и 1947 годах).
23 мая 1947 года постановлением Совета министров НРБ болгарская внешнеполитическая разведка стала самостоятельной службой, её первым руководителем стал Борислав Николчев. Внешней разведкой занималось соответствующее подразделение КГБ Болгарии: в 1947—1951 годах оно носило название «Третий отдел» (болг. Трети отдел), в 1951—1969 годах — Первое управление (болг. Първо управление), в 1969—1990 годах — Первое главное управление (болг. Първо главно управление).
До конца 1989 года внешняя разведка была в составе структуры Министерства внутренних дел Болгарии, равно как и другие подразделения КГБ Болгарии.
5 февраля 1990 года указом Председателя Государственного совета Республики Болгария Петра Младенова была образована Национальная разведывательная служба (болг. Националната разузнавателна служба), на руководителя и сотрудников которой распространялось действие законов об обороне и вооружённых силах. 27 декабря 1995 года был опубликован Закон об обороне и вооружённых силах Болгарии (издание «Държавен вестник», выпуск 112), в соответствии с которым Национальная разведывательная служба включалась в состав Вооружённых сил Болгарии.
10 января 2015 года 43-е Народное собрание Болгарии приняло Закон о государственном агентстве разведки, который был опубликован в издании «Държавен вестник» от 13 октября 2015 (выпуск 79). В соответствии с этим законом было образовано Государственное агентство разведки (болг. Държавна агенция „Разузнаване“ — формальный правопреемник Национальной разведывательной службы. Также по этому закону разведывательная служба становилась уже гражданской, а не военной. Служба в новом облике была представлена 1 ноября 2015 года.
Данный нормативный акт представлял собой первую правовую основу гражданской разведки в истории болгарского права. Закон чётко регламентировал отношения агентства с высшими органами государственной власти и создавал основу для гармонизации деятельности агентства с другими органами и управлениями в структуре национальной безопасности. Законом регулировались устройство, деятельность и функционирование агентства и статус его сотрудников; перечислялись основные функции и виды деятельности, организация, методы и средства выполнения задач.
11 сентября 2023 года председатель комиссии Народного собрания по спецслужбам Атанас Атанасов заявил в интервью газете «24 часа» о подготовленном Законе о создании единой разведывательной службы, в соответствии с которым планировалось объединить в единую службу Государственное агентство разведки и Службу военной разведки. По словам Атанасова, причиной подготовки такого закона была нездоровая конкуренция между разведслужбами (по этой же причине были объединены военная и гражданская контрразведывательные службы).

## Деятельность
Агентство выполняет задания, которые передают ему премьер-министр и президент (задачи согласовываются премьер-министром), предоставляя одинаковые по объёму и содержанию сведения председателю Народного собрания Болгарии, президенту Болгарии и премьер-министру Болгарии; в соответствии с компетенциями часть сведений может поступать и другим министрам и государственным органам.
Агентство решает задачи разного спектра, связанные с добычей, анализом и предоставлением внешнему потребителю разведывательной информации, необходимой для опознания и предотвращения рисков и угроз в отношении безопасности страны. Агентство также выполняет свои обязательства перед разведывательным сообществом ЕС и НАТО, поскольку Болгария является страной-членом обоих этих блоков.
К приоритетам деятельности Государственного агентства разведки относятся:
- Глобальные и региональные риски и угрозы. Агентство добывает, анализирует и предоставляет актуальную и достоверную информацию относительно геополитической динамики и нарастающих угроз регионального и международного масштаба.
- Экономическая и энергетическая безопасность. Важную часть деятельности составляет работа с информацией в области экономики и энергетики в условиях продолжающихся войн и конфликтов.
- Асимметричные и гибридные риски и угрозы. Агентство собирает и анализирует информацию о террористических группировках и отдельных лицах за границей, нелегальных миграционных потоках, организованных преступных сообществах и т.д. Также оно занимается противодействием гибридных и киберугроз, исходящих от государственных и негосударственных иностранных субъектов.
- Международное сотрудничество. Агентство обменивается информацией с разведывательными службами стран-партнёров ЕС и НАТО, а также общими разведывательными сообществами обоих блоков.

Государственное агентство разведки подчиняется непосредственно Правительству Болгарии (НРС подчинялась Президенту Болгарии).
Агентство не занимается задачами внутриполитического характера (контрразведывательной деятельностью занимается Государственное агентство национальной безопасности). Задачи военной разведки возлагаются на Службу военной разведки в составе Министерства обороны (главой является с 2021 года Венелин Венев).

## Руководители
С 1990 года во главе болгарской внешней разведки стояли:
- генерал-майор Румен Тошков[болг.] (21 февраля 1990 — 28 августа 1991)
- генерал-майор (позже генерал-лейтенант) Бриго Аспарухов[болг.] (сентябрь 1991 — 6 марта 1997)
- полковник (позже генерал-майор) Димо Гяуров[болг.] (6 марта 1997 — 20 февраля 2003)
- полковник (позже генерал-майор) Кирчо Киров[болг.] (24 февраля 2003 — 12 января 2004, врио)
- генерал-майор Кирчо Киров[болг.] (12 января 2004 — 2012)
- бригадный генерал (генерал-майор с 28 апреля 2014) Драгомир Димитров[болг.] (2012 — 20 июля 2018)
- полковник Атанас Атанасов[болг.] (24 июля 2018 — 18 июня 2021)
- полковник Антоан Гечев[болг.] (с 18 июня 2021)

## Скандалы
15 ноября 2006 года в рабочем кабинете было обнаружено тело 61-летнего начальника архивного отдела Национальной разведывательной службы Божидара Дойчева, который работал в болгарских разведслужбах с 1985 года, а с 1991 года руководил архивным отделом. Было известно, что Дойчев являлся одним из друзей бывшего начальника болгарской разведки Бриго Аспарухова: тот утверждал, что многие из работавших в Национальной разведывательной службе ощущали сильное давление и вину за некие невыполненные задания или не доведённую до конца работу. Согласно официальным заявлениям, Дойчев застрелился из служебного пистолета, но причины его самоубийства не были связаны с его профессиональной деятельностью. Смерть Дойчева была не первым подобным случаем в силовых структурах Болгарии за 2006 год: 13 октября того же года в доме матери в Карнобате застрелился бывший министр внутренних дел Любомир Начев из правительства Жана Виденова, а двумя днями ранее застрелился Бойко Николов, начальник отдела интеллектуальной собственности Главной дирекции по борьбе с организованной преступностью (ГДБОП).
Смерть Дойчева произошла в дни обсуждения Народным собранием Болгарии законопроекта о рассекречивании досье Государственной безопасности НРБ: должность главы МВД тогда занимал Румен Петков, а главой правительства был Сергей Станишев. Первыми о случившемся сообщили журналисты Би-би-си через сутки после трагедии, в то время как официальные заявления болгарских властей прозвучали только через 40 часов после случившегося. Это вызвало огромное недовольство общественности: в частности, партия «Демократы за сильную Болгарию» потребовала не только провести объективное расследование смерти Дойчева, но и отстранить руководство Национальной разведывательной службы за сокрытие информации о гибели сотрудника. Предполагалось, что Дойчев мог свести счёты с жизнью, поскольку его якобы могли вынудить уничтожить некоторые важные документы. Закон о рассекречивании досье был принят 6 декабря, чуть меньше чем за месяц до официального вступления Болгарии в ЕС. 14 декабря того же года в Пирдопе на территории в/ч 46600 был найден мёртвым технический специалист Национальной разведывательной службы Иван Раков: в предсмертной записке утверждалось, что он покончил с собой по личным причинам, связанным со здоровьем.
2 июля 2013 года военная окружная прокуратура Софии представила Военному суду обвинительный акт в отношении бывшего директора Национальной разведывательной службы генерал-лейтенанта запаса Кирчо Кирова: его обвиняли в хищении суммы в размере 5 миллионов болгарских левов.